# Улпу (кратер)
Вижте пояснителната страница за други значения на Улпу.
Улпу (на английски: Ulpu) е ударен кратер разположен на планетата Венера. Той е с диаметър 7 km, и е кръстен на финландското име Улпу.